# Dom Lenina w Nowosybirsku
Dom Lenina w Nowosybirsku (ros. Дом Ленина) – wielofunkcyjny budynek znajdujący się w Nowosybirsku. Ukończony w 1925 roku, pierwotnie poświęcony był osobie bolszewickiego przywódcy Włodzimierza Lenina. Położony w rejonie centralnym, w pobliżu placu Lenina. Siedziba Nowosybirskiej Państwowej Filharmonii. Mimo zmiany przeznaczenia w obiegowej opinii mieszkańców miasta wciąż znany jest pod nazwą Domu Lenina.

## Historia
Włodzimierz Lenin zmarł 21 stycznia 1924 roku w Gorkach pod Moskwą. Wieść o jego śmierci szybko obiegła Związek Radziecki. Już w kilkadziesiąt godzin po dotarciu tej wiadomości do Nowonikołajewska władze postanowiły w jakiś sposób upamiętnić wodza Rewolucji Październikowej. 10 lutego 1924 roku na zebraniu nowonikołajewskiego komitetu partyjnego postanowiono na cześć zmarłego przywódcy wybudować ośrodek, którego celem byłoby nie tylko upamiętnienie Lenina, ale także rozpowszechnianie jego idei wśród robotników i zwykłych mieszkańców miasta. Większość środków na budowę Domu Lenina mieli przeznaczyć robotnicy Nowosybirska, którzy w czynie społecznym, zgodzili się przekazać jedną dniówkę na sfinansowanie inwestycji. Władze miejskie i partyjne na poczet budowy zaczęły też rozprowadzać tzw. cegiełki wśród mieszkańców miasta. Komitet partyjny zlecił przygotowanie projektu architektom miejskim, jak szacowano koszty budowy miały wynieść ponad 100 tysięcy rubli. Budowla miała móc mieścić około 3 tysięcy ludzi, jednak projekt przedstawiony przez architektów okazał się niezadowalający – był mało monumentalny i nie odznaczał się niczym szczególnym, uznano więc, że był niegodny osoby Lenina. 22 marca ogłoszono konkurs na nowy projekt, z terminem zgłoszeń do 30 marca. Ostatecznie po wielu sporach wybrano projekt lokalnego architekta, który (po nałożeniu kilku poprawek) zakładał wybudowanie czteropiętrowego budynku z kolumnową fasadą.

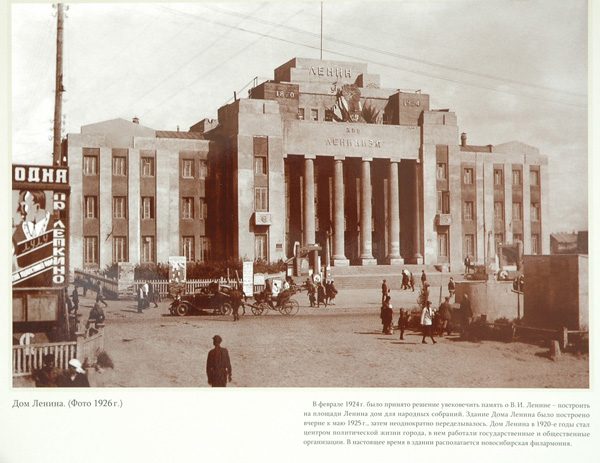
Dom Lenina w 1926 roku.

1 maja 1924 roku w Święto Pracy nastąpiło uroczyste wmurowanie kamienia węgielnego pod budowę obiektu. Inwestycję planowano ukończyć jeszcze tego samego roku, ale braki w materiałach, sprzęcie oraz ludziach uniemożliwiły zrealizowanie tego pomysłu. Z powodów propagandowych już 21 stycznia 1925 roku - w pierwszą rocznicę śmierci Lenina - oddano do użytku część pomieszczeń budynku, które zaczęły być natychmiast użytkowane do różnych celów. Ostateczne ukończenie budowy nastąpiło 1 maja 1925 roku, dokładnie w rok po wmurowaniu kamienia węgielnego. Dom Lenina ozdobiono wieloma ornamentami o symbolice radzieckiej. Balkon na głównej fasadzie stylizowany był na moskiewskie Mauzoleum Lenina. Umieszczono tam też, zachowaną do dzisiaj inskrypcję, „Lenin nie żyje. Niech żyje leninizm. 1870-1924”. Budynek stał się szybko centrum życia kulturalnego i politycznego w regionie. To tutaj mieścił się początkowo miejski komitet Wszechzwiązkowej Komunistycznej Partii (Bolszewików). Oprócz niego w budynku umieszczono m.in. Centralną Bibliotekę Nowosybirską, Instytut Kształcenia Nauczycieli, pierwszą stałą stację radiową na terenie Syberii, orkiestry symfoniczne i ludowe. To także tutaj, jeszcze tego samego roku, miał miejsce Pierwszy Syberyjski Kongres Rad, który zadecydował o zmianie nazwy miasta z Nowonikołajewsk na Nowosybirsk. Pod koniec lat dwudziestych rozważano umieszczenie w Domu Lenina Nowosybirskiego Teatru Opery i Baletu, który jednak otrzymał własny budynek.
Od 1935 do 1985 w Domu Lenina swą siedzibę miał Teatr Młodzieży, dla którego potrzeb przebudowano i dostosowano wnętrza budynku. W latach 1943–1944 obiekt przechodzi rekonstrukcję i przebudowę. Usunięto część dekoracji, zmieniono wystrój fasady oraz kształt kolumnady, usunięto elementy upodabniające górną część budynku do Mauzoleum Lenina. Architekturze budynku nadano tym samym formę bardziej klasyczną. Po ataku III Rzeszy na ZSRR w 1941 roku i masowej ewakuacji różnego typu sowieckich placówek na wschód (zakładów przemysłowych, muzeów, ośrodków naukowych, instytucji kulturalnych), w Domu Lenina znalazły schronienie Leningradzki Teatr Młodzieży oraz Żydowski Teatr Białoruski.

## Budynek współcześnie
W 1985 roku Dom Lenina przekazano Nowosybirskiej Państwowej Filharmonii, która mieści się w budynku do chwili obecnej. Rozważano zmianę nazwę budynku, np. na Dom Muzyki, ale ostatecznie do tego nie doszło. Na jej potrzeby przebudowano wnętrza. Sala koncertowa może pomieścić 444 osoby. Filharmonia w Nowosybirsku jest jedną z największych na Syberii i na rosyjskim wschodzie. Paradoksalnie, mimo swej nazwy, Dom Lenina od początku swego istnienia prawie natychmiast zaczął pełnić głównie funkcje kulturalne, a nie polityczno-ideologiczne i szybko stał się jednym z najważniejszych miejsc na kulturalnej mapie nowosybirskiej metropolii.